# Шарль-Луи де Лоррен, граф Марсан
Шарль Луи де Лоррен (21 октября 1696 — 2 ноября 1755) — французский аристократ, граф де Марсан (1708—1755), известен также как принц де Мортон. Член рода Гизов, младшей линии Лотарингского дома.

## Биография
Старший сын Шарля де Лоррена (1648—1708), графа де Марсана, и Екатерины Терезы де Гойон де Матиньон (1662—1699). С рождения носил титул принца де Понса. В ноябре 1708 года после смерти своего отца унаследовал титул графа де Марсана.
Иностранный принц при французском королевском дворе. Его мать Екатерина Тереза де Гойон-Матиньон первым браком была замужем за Жаном-Батистом Кольбером, маркизом де Сеньелэ, сыном руководителя французского правительства Жана-Батиста Кольбера. По матери был двоюродным братом Жака де Гоойно де Матийона, князя Монако, мужа Луизы-Ипполиты.
В 1717 году Шарль-Луи де Лоррен, граф де Марсан, посетил Венгрию. 3 июня 1724 года был награждён Орденом Святого Духа. Имел чин генерал-лейтенанта французской армии. С 1736 года его адъютантом был его старший сын.
Был похоронен в катакомбах Парижа.

## Семья и дети
1 марта 1714 года женился на Елизавете де Роклор (1696—1752), дочери маршала Франции Антуана Гастона де Роклора (1656—1738) и Марии Луизы де Лаваль-Монморанси. Супруги имели четырех детей:
- Леопольдина Елизавета де Лоррен (род. 2 октября 1716)
- Луиза Генриетта Габриэль де Лоррен (30 декабря 1718 — 5 сентября 1788), мадемуазель де Марсан, жена с 1743 года Годфри де ла Тур-д’Овернь (1728—1792), герцога Буйонского (1771—1792)
- Гастон Жан Батист Шарль де Лоррен (7 февраля 1721 — 2 мая 1743), граф де Марсан, женат на Марии Луизе де Роган
- Луи Камиль де Лоррен (18 декабря 1725 — 12 апреля 1780), принц де Марсан и де Пюигийем, женат на Елене Жюли Розалии Манчини, мадемуазели де Невер, дочери Луи Жюля Манчини.